# I Fanelli Boys
I Fanelli Boys (The Fanelli Boys) è una serie televisiva statunitense in 19 episodi trasmessi per la prima volta nel corso di una sola stagione dal 1990 al 1991.

## Trama
Dopo la morte del marito, Teresa Fanelli è disposta lasciare in gestione l'azienda di famiglia (un'agenzia di pompe funebri) a suo figlio Anthony per trasferirsi da Brooklyn in Florida. A vanificare i suoi piani è l'arrivo dei suoi figli più giovani Ronnie, che ha appena abbandonato la scuola, e Frankie, che ha appena rotto una sua promessa di matrimonio. Un altro fratello, Dom, è un delinquente. Anthony viene poi a sapere che l'agenzia ha circa 25.000 dollari di debito

## Personaggi e interpreti
- Dominic Fanelli (19 episodi, 1990-1991), interpretato da Joe Pantoliano.
- Theresa Fanelli (19 episodi, 1990-1991), interpretata da Ann Morgan Guilbert.
- Frankie Fanelli (19 episodi, 1990-1991), interpretato da Christopher Meloni.
- Anthony Fanelli (19 episodi, 1990-1991), interpretato da Ned Eisenberg.
- Ronnie Fanelli (19 episodi, 1990-1991), interpretato da Andy Hirsch.
- Padre Angelo Lombardi (19 episodi, 1990-1991), interpretato da Richard Libertini.
- Moe Dumbrowsky (4 episodi, 1990-1991), interpretato da Anthony Russell.
- Becky Goldblume (3 episodi, 1990-1991), interpretata da Wendie Malick.
- Pete (3 episodi, 1990), interpretato da Nicholas Mele.
- Eddie DeTucci (2 episodi, 1990-1991), interpretato da Nick DeMauro.
- Christina Ferris (2 episodi, 1990-1991), interpretata da Alix Elias.
- Mrs. Goldblume (2 episodi, 1990), interpretata da Shelley Morrison.
- Isabella Palladino (2 episodi, 1990), interpretata da Fabiana Udenio.
- Lauren Shaw (2 episodi, 1991), interpretata da Jessica Lundy.

## Produzione
La serie, ideata da Kathy Speer, Terry Grossman, Mort Nathan e Barry Fanaro (che in precedenza avevano lavorato a The Golden Girls), fu prodotta da Touchstone Television Le musiche furono composte da Thomas Pasatieri.

### Registi
Tra i registi sono accreditati:
- James Burrows in un episodio (1990)
- J.D. Lobue in un episodio (1990)
- David Steinberg in un episodio (1990)
- Andrew D. Weyman in un episodio (1991)
- Gary Brown
- Jim Drake
- Jack Shea
- Steve Zuckerman

### Sceneggiatori
Tra gli sceneggiatori sono accreditati:
- Barry Fanaro in 19 episodi (1990-1991)
- Terry Grossman in 19 episodi (1990-1991)
- Mort Nathan in 19 episodi (1990-1991)
- Kathy Speer in 19 episodi (1990-1991)
- Robert Bruce in 2 episodi (1990)
- Martin Weiss in 2 episodi (1990)
- Michael Davidoff
- Howard Gewirtz
- Treva Silverman

## Distribuzione
La serie fu trasmessa negli Stati Uniti dall'8 settembre 1990 al 16 febbraio 1991 sulla rete televisiva NBC. In Italia è stata trasmessa con il titolo I Fanelli Boys. È stata distribuita anche in Spagna con il titolo Los Fanelli.

## Episodi
| Stagione       | Episodi | Prima TV USA |
| -------------- | ------- | ------------ |
| Prima stagione | 19      | 1990-1991    |